# Deputierten-Convent
Die Deputierten-Convente (DC) waren im 19. und frühen 20. Jahrhundert örtliche Zusammenschlüsse (Konvente) von Burschenschaften an einer Universität oder einem Hochschulort. Sie bildeten damit das Gegenstück zu den Senioren-Conventen (SC) der Corps. 

## Geschichte
Die ersten DC wurden in den 1860er Jahren auf Betreiben des (nur wenige Jahre bestehenden) Verbandes Eisenacher Burschenbund (gegründet 1864) eingerichtet. Hauptziel der DC war zunächst die Begründung eines geregelten Paukverhältnisses zwischen den Burschenschaften.
Spätere burschenschaftlichen Verbände wie der Eisenacher Deputierten-Convent (1874) und der Allgemeine Deputierten-Convent (1881) übernahmen die Bezeichnung. Nach der Umbenennung des Allgemeinen Deputierten-Conventes in Deutsche Burschenschaft wandelte sich die Bezeichnung für die Gesamtheit der Mitgliedsburschenschaften an einem Ort in Örtliche Burschenschaft (ÖB).

## Heutige Verwendung
In Stuttgart wurde 2011 ein Deputierten-Convent in Anlehnung an den historischen Stuttgarter DC gegründet.